# Port lotniczy Río Grande
Port lotniczy Río Grande (IATA: RGA, ICAO: SAWE) – port lotniczy położony w Río Grande, w prowincji Ziemia Ognista, w Argentynie.

## Linie lotnicze i połączenia
- Aerolíneas Argentinas (Buenos Aires-Jorge Newbery)